# Ренато Нето
Ренато Кардосо Порто Нето (порт. Renato Cardoso Porto Neto; родился 27 сентября 1991 года в Камакан, Бразилия) — бразильский футболист, полузащитник клуба «Бланкенберге» одноимённого города.

## Клубная карьера
Нето — воспитанник лиссабонского «Спортинга». 24 мая 2009 года в матче против «Насьонала» он дебютировал в Сангриш лиге, заменив во втором тайме Дерлея. В 2010 году для получения игровой практики Ренато на правах аренды перешёл в бельгийский «Серкль Брюгге». 1 августа в поединке против «Шарлеруа» он дебютировал в Жюпиле лиге. 15 августа в матче против «Брюгге» Ренато забил свой первый гол за новую команду. После окончания аренды он вернулся в «Спортинг». 22 апреля 2012 года в поединке против «Насьонала» Нето забил свой первый гол за лиссабонский клуб.
Летом на правах аренды он перешёл в венгерский «Видеотон». 5 августа в матче против «Уйпешта» он дебютировал в чемпионате Венгрии. 2 декабря в поединке против «Уйпешта» Ренато забил свой первый гол за «Видеотон».
В начале 2013 года Нето на правах аренды перешёл в «Гент». 19 января в матче против льежского «Стандарда» он дебютировал за новую команду. 9 ноября в поединке против «Шарлеруа» Ренто забил свой первый гол за «Гент». После окончания аренды бельгийский клуб выкупил трансфер Нето. В 2015 году он помог «Генту» впервые в истории выиграть чемпионат, а также завоевать Суперкубок Бельгии.

## Достижения
Командные
 «Гент»
- Чемпионат Бельгии по футболу — 2014/2015
- Обладатель Суперкубка Бельгии — 2015